# Powiat Higashishirakawa
Powiat Higashishirakawa (jap. 東白川郡 Higashishirakawa-gun) – powiat w Japonii, w prefekturze Fukushima. W 2024 roku liczył 28 276 mieszkańców.

## Miejscowości
- Hanawa
- Tanagura
- Yamatsuri
- Samegawa